# Tuckerton
Tuckerton ist eine Siedlung (Borough) im Ocean County im US-Bundesstaat New Jersey mit gut 3.000 Einwohnern.
Von 1921 bis 1955 befand sich hier die Installation eines Maschinensenders mit dem Rufzeichen WSC. Heute ist der Ort, der nach Ebenezer Tucker benannt ist, ein Endpunkt des transatlantischen Seekabels TAT-14.

## Persönlichkeiten
- Ezra Baker (1765-nach 1818), Politiker
- Ebenezer Tucker (1758–1845), Politiker